# Latoue
 Latoue  là một xã thuộc tỉnh Haute-Garonne trong vùng Occitanie tây nam nước Pháp. Xã này nằm ở khu vực có độ cao trung bình 350 mét trên mực nước biển.
Lâu đài Latoue là một lâu đài xây lần đầu vào thế kỷ 12, được xây thêm vào thế kỷ 13, 16 và 18 đã được Bộ Văn hóa Pháp xếp hạng di tích lịch sử từ năm 1979.